# Marco Pannella
Marco Pannella, né le 2 mai 1930 à Teramo et mort le 19 mai 2016 à Rome, est un homme politique italien, dirigeant historique du Parti radical.
Il a été élu député européen pour la première fois lors des élections européennes de 1979. Il siège au Parlement sans discontinuité jusqu'en 2009, ayant été réélu en 1984, 1989, 1994, 1999 et 2004. Il est par ailleurs le leader historique des Radicaux italiens, sous leurs différentes appellations depuis 1955.

## Biographie
De son vrai nom Giacinto Pannella, Marco Pannella est le fils d'un père italien et d'une mère suisse (Leonardo Pannella, 1898-1986, ingénieur et Andrée Estachon 1900-1983). Le prénom Marco n'est apparu sur les documents que par erreur bureaucratique . Le prénom Giacinto lui est donné en l’honneur de son grand-oncle paternel, le père Giacinto Pannella (it), prêtre et écrivain du christianisme libéral.
Inscrit au Parti libéral à partir de 1945, il devient chargé national des étudiants de ce parti en 1950. En 1952, il devient le président de l'UGI (Unione Goliardica Italiana, association des forces laïques étudiantes) puis devient président de l'Unione nazionale degli studenti universitari (UNURI). En 1955, il obtient son doctorat de droit et participe à la fondation du Parti radical (PR).
Le Parti radical commence ses activités en 1956 et il participe à une campagne électorale infructueuse en 1958 avec le Parti républicain italien (PRI). En 1959, sur Paese Sera, il propose une alliance de toutes les gauches et forme l'hypothèse d'un gouvernement qui comprenne également le PCI. En 1960, il devient le correspondant du Giorno à Paris où il lie des rapports avec la résistance algérienne. Il récupère ce qui reste du Parti radical (une gauche radicale) en 1963 et en devient le secrétaire.
En 1965 commence la campagne pour le divorce qui finit, dix ans après, par une victoire référendaire.
En 1968, Pannella est arrêté à Sofia où il s'est rendu pour protester contre l'invasion en Tchécoslovaquie. C'est également l'année de sa première grève de la faim (en inspiration à Gandhi).
En 1973, il fonde et dirige le quotidien Liberazione qui sera édité du 8 septembre 1973 au 28 mars 1974. Il commence également une campagne sur l'avortement et pour la libéralisation des drogues douces. En 1976, c'est sa première élection à la Chambre des députés (il sera réélu en 1979, en 1983 et en 1987). Il pousse Leonardo Sciascia à se présenter au Parlement européen en 1979 — 3 députés élus (3,4 % des voix) et des radicaux sont élus dans les deux chambres du parlement italien.
En 2003, Marco Pannella fonde, avec d'autres personnalités européennes de premier rang, l'organisation Medbridge, dont l'objectif est de promouvoir les échanges, le dialogue et la compréhension mutuelle entre l'Europe et le Proche-Orient.

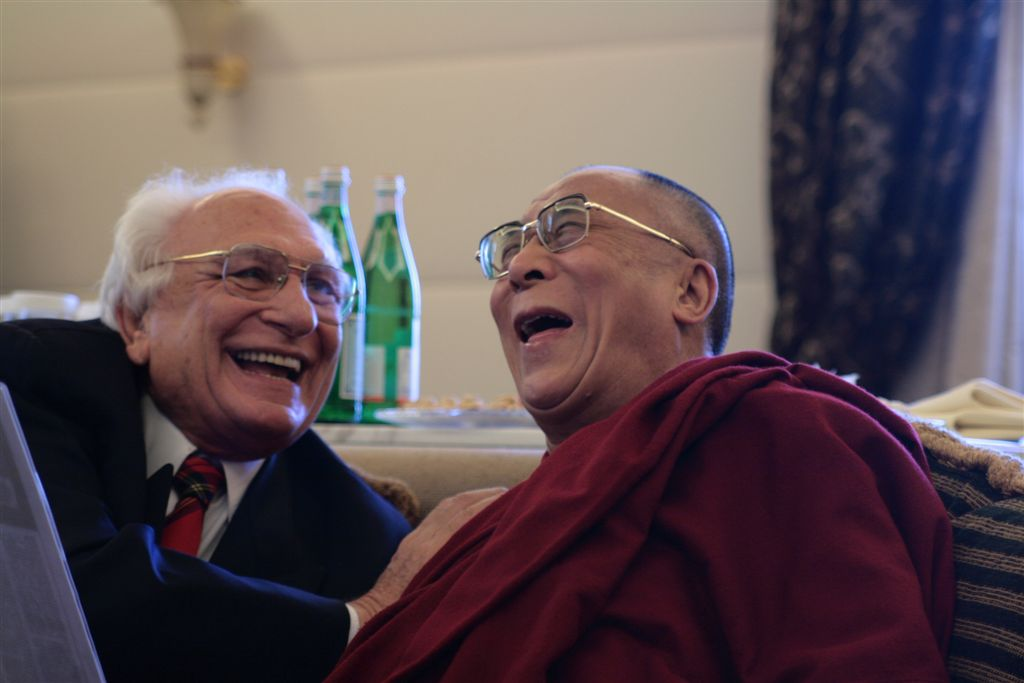
Marco Pannella (à gauche) avec le dalaï-lama, 2007.

Le 28 décembre 2007, Marco Pannella rencontre Tenzin Gyatso, 14e dalaï-lama, dans sa résidence à Dharamsala en Inde et discute avec lui de l'initiative du Parti radical italien pour décréter 2008 l'année du premier Satyagraha mondial pour la démocratie, la justice et la liberté. Le Satyagraha est une philosophie et une pratique de résistance non-violente développée par le dirigeant indien spirituel et politique Mohandas Karamchand Gandhi. Le dalaï-lama et le premier ministre Samdhong Rinpoché ont exprimé leur reconnaissance pour cette initiative, remarquant qu'aucun autre parti politique n'avait jamais soutenu une telle approche gandhienne et non-violente.
Fin octobre 2010, Pannella adhère au Parti fédéraliste français pour participer à la convention fondatrice du Parti fédéraliste européen (PFE) qui a lieu avec Europe United. Il devient ainsi le 6 novembre 2011 l'un des membres fondateurs du PFE.
En décembre 2012, à 82 ans, il fait une grève de la faim durant 8 jours et il perd 18 kilos, pour protester contre les conditions carcérales dans les prisons italiennes qui comptent 66 300 détenus pour 45 700 places.
Le 18 mai 2016, il est hospitalisé dans une clinique à Rome à cause de son état de santé, principalement en conséquence de deux tumeurs cancéreuses diagnostiquées précédemment ; les médecins constatent que sa santé déjà précaire s'est encore dégradée et jugent la situation gravissime. Le lendemain, le 19 mai, il décède.

### Vie privée
Pannella n'a jamais été marié et n'a pas eu d'enfant. Il vit avec Mirella Parachini de 1974 à sa mort.
En 2010, lors d'une interview, il a évoqué sa bisexualité et déclaré avoir eu « trois ou quatre » relations significatives avec d'autres hommes. Il était athée.

## Publications
- Contro i crimini di regime. Interventi parlamentari 1980-1986 (sous la dir. de Lanfranco Palazzolo), Milan, Kaos, 2007  (ISBN 978-88-7953-179-5)